# Batalla del Pendent Canhe
Batalla del Pendent Canhe (參合陂之戰) es refereix a la batalla del 395 on l'estat xinès/xianbei de Yan anteriors, llavors governant en la Xina central i del nord, va llançar una campanya punitiva contra el seu antic estat vassall de Wei del Nord, també d'ètnia xianbei.